# Quartinia lesnei
Quartinia lesnei är en stekelart som beskrevs av Raymond Benoist 1929. Quartinia lesnei ingår i släktet Quartinia och familjen Masaridae. Inga underarter finns listade i Catalogue of Life.